# Kadirotar
Kadirotar (en rus: Кадыротар) és un poble de la república del Daguestan, a Rússia. Segons el cens del 2010 tenia 807 habitants.